# Brugga (Dreisam)
Die Brugga ist ein gut 18 Kilometer langer linker Nebenfluss der Dreisam im Südschwarzwald östlich von Freiburg im Breisgau (Baden-Württemberg, Deutschland). Die Brugga läuft in einem der tiefsten Täler im deutschen Mittelgebirge und wird hydrologisch intensiv erforscht.

## Name
Der Bach tritt 1252 erstmals schriftlich in Erscheinung. Der Name leitet sich entweder von ahd. brugga für 'Brücke' ab oder vom gallischen Wort *broga für 'Bezirk, Gegend, Grenze'.
Den Namen Brugga führt der Bach ab dem Zusammenfluss des St. Wilhelmer Talbaches mit dem kleineren Buselbach.

## Geographie

### Quellbäche

#### St. Wilhelmer Talbach

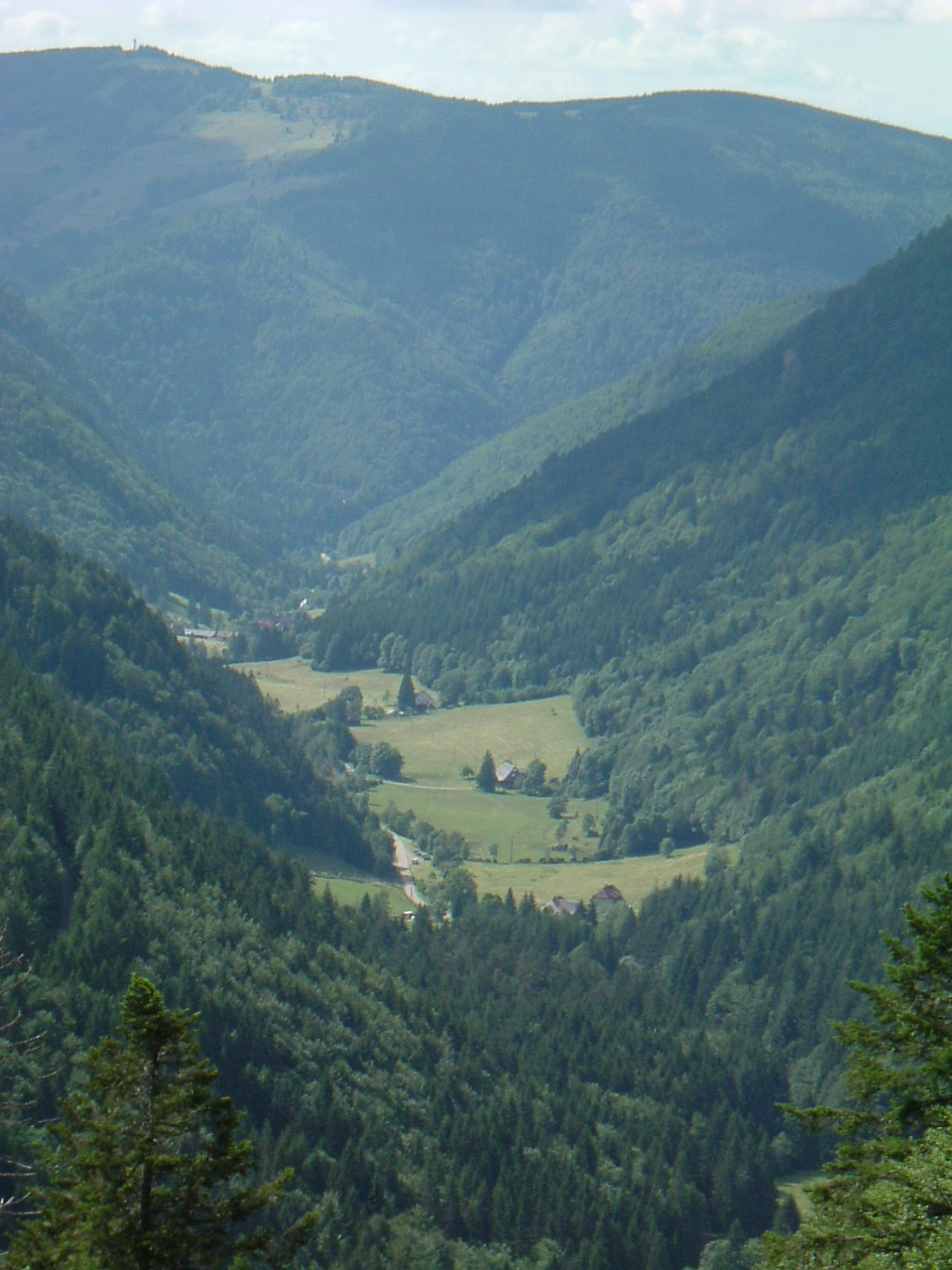
Blick vom Napf über das St. Wilhelmer Tal zum Schauinsland

Der St. Wilhelmer Talbach durchfließt ein gestreckt nach Nordwesten verlaufendes, steilhängiges Trogtal, das fast genau auf der Verbindungslinie der Gipfel von Schauinsland (1284 m) und Feldberg (1493 m) liegt. Der Bach entspringt in 1305 Metern Höhe einer karartigen Hochmulde westlich des Feldberges und stürzt, nachdem ihn der alpine Pfad gequert hat, über 200 Meter steil hinab in den Talschluss Napf des St. Wilhelmer Tales. Der Wald der Steilhänge ist als Bannwald geschützt.
Nach der Einmündung des aus einem Hängetal von links herabkommenden Wittenbaches erlaubt der durch Gletscher der letzten Eiszeiten verbreiterte Talboden eine viehwirtschaftliche Nutzung; hier beginnt deshalb der obere besiedelte Abschnitt des Tales. Bei der Einmündung des nächsten, wiederum von links kommenden Baches aus dem gestuften Hängetal Katzensteig ist das Relief besonders reich an verschiedenen glazialen Formen. Hier liegt auch die Ortsmitte St. Wilhelms mit Resten des ehemaligen gleichnamigen Klosters. Nach einem Lauf von 7 Kilometern Länge fließt der Bach mit dem Buselbach zusammen, dessen Wasserführung er mit einem Abfluss von im Mittel 0,66 m³/s um die Hälfte übertrifft.

#### Buselbach

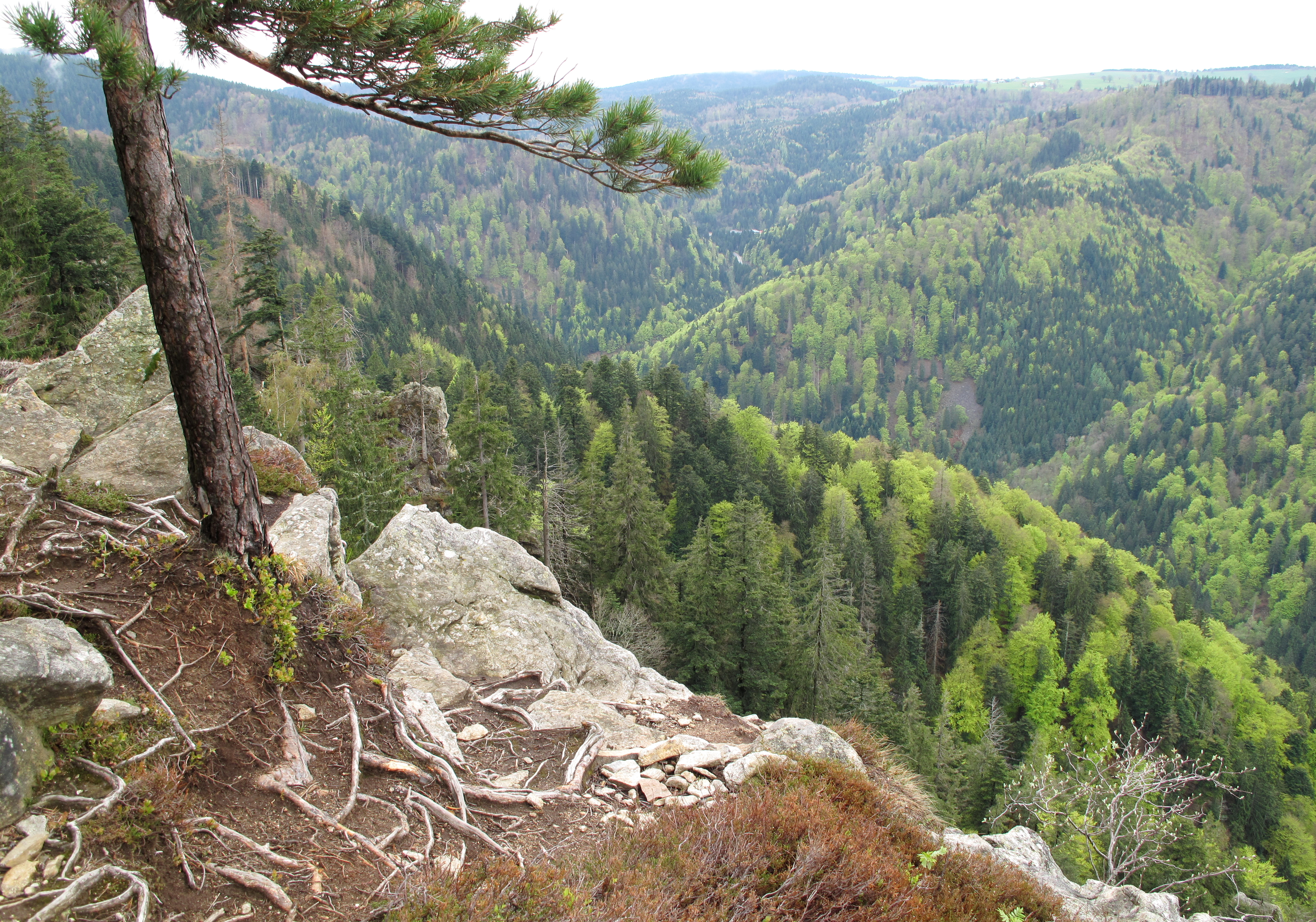
Das Bruggatal (rechts) und das Buselbachtal (hinten) von den Felsen an der Wilden Schneeburg aus gesehen

In rund 1130 Metern Höhe entspringt der Buselbach einer Hangmulde im Nordwesten des Haldenköpfles (1265 m), das der höchste Punkt einer Hochfläche südlich des Schauinslands ist. Wie einige seiner linken Nebenbäche aus diesem Hochplateau hat auch der Buselbach zunächst nur mäßiges Gefälle und fließt durch eine Folge von Hangmulden, die weithin von Fichtenwäldern bestanden sind.
Auf fast der gesamten Länge folgt ihm die Notschreistraße (L126) nach Nordosten. Ihre vier Doppelkehren zeigen jeweils eine der durch Gletschererosion entstandenen Talstufen an, über die der Buselbach in kleinen Schluchten und Wasserfällen herabstürzt. Der größte Wasserfall liegt an der zweiten Stufe zwischen dem Kessel Rossboden und dem Talboden am Schmelzplatz; seine zwei Hauptfälle liegen im Halbdunkel einer kurzen Klamm. Über zwei weitere kleinere Wasserfälle erreicht der Bach den Talkessel mit dem Steinwasen-Park, um dann nochmals steil auf das Niveau des tiefer liegenden St. Wilhelmer Tales hinabzustürzen. 
Nach rund 4,3 Kilometern Länge fließt der Buselbach mit dem St. Wilhelmer Talbach zusammen. Er führt der hierbei entstehenden Brugga im Mittel rund 0,43 m³/s Wasser zu.

### Verlauf

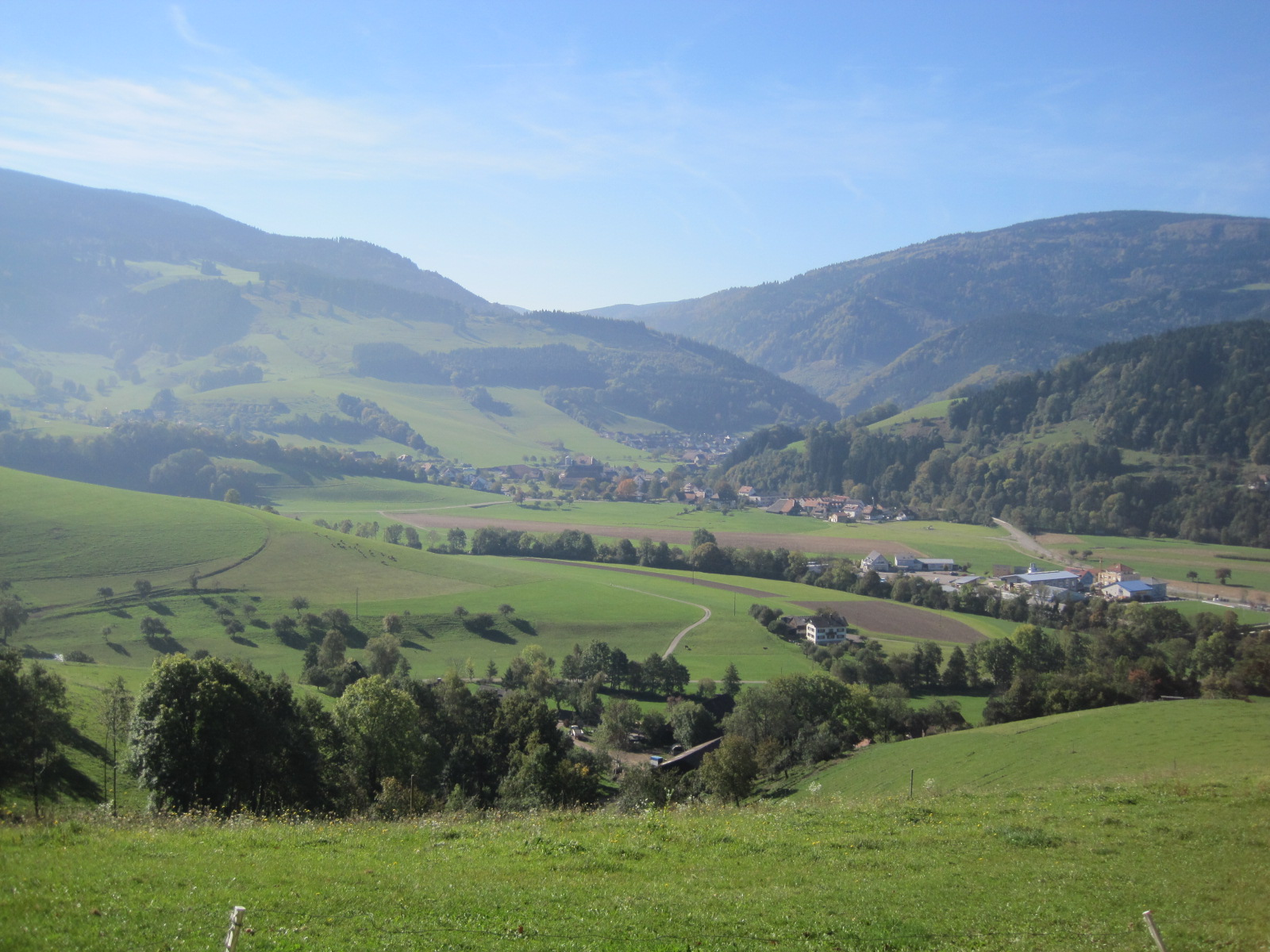
Das Oberrieder Tal am Ausgang des tiefen Bruggatals zwischen Hochfahrn (links) und Schauinsland

Gleich unterhalb des Zusammenflusses an der Hohen Brücke stürzt die Brugga durch einen felsigen Engpass. Im folgenden, nordwärts gerichteten Laufabschnitt hat das Tal nun kaum noch Trogform; an einigen Stellen weitet sich jedoch auch dieser Abschnitt des Tals. Es erreicht dabei zwischen Schauinsland (links) und Hochfahrn (1264 m) eine Tiefe von rund 800 Metern. In den deutschen Mittelgebirgen ist allein das Tal der Wilden Gutach tiefer eingeschnitten.

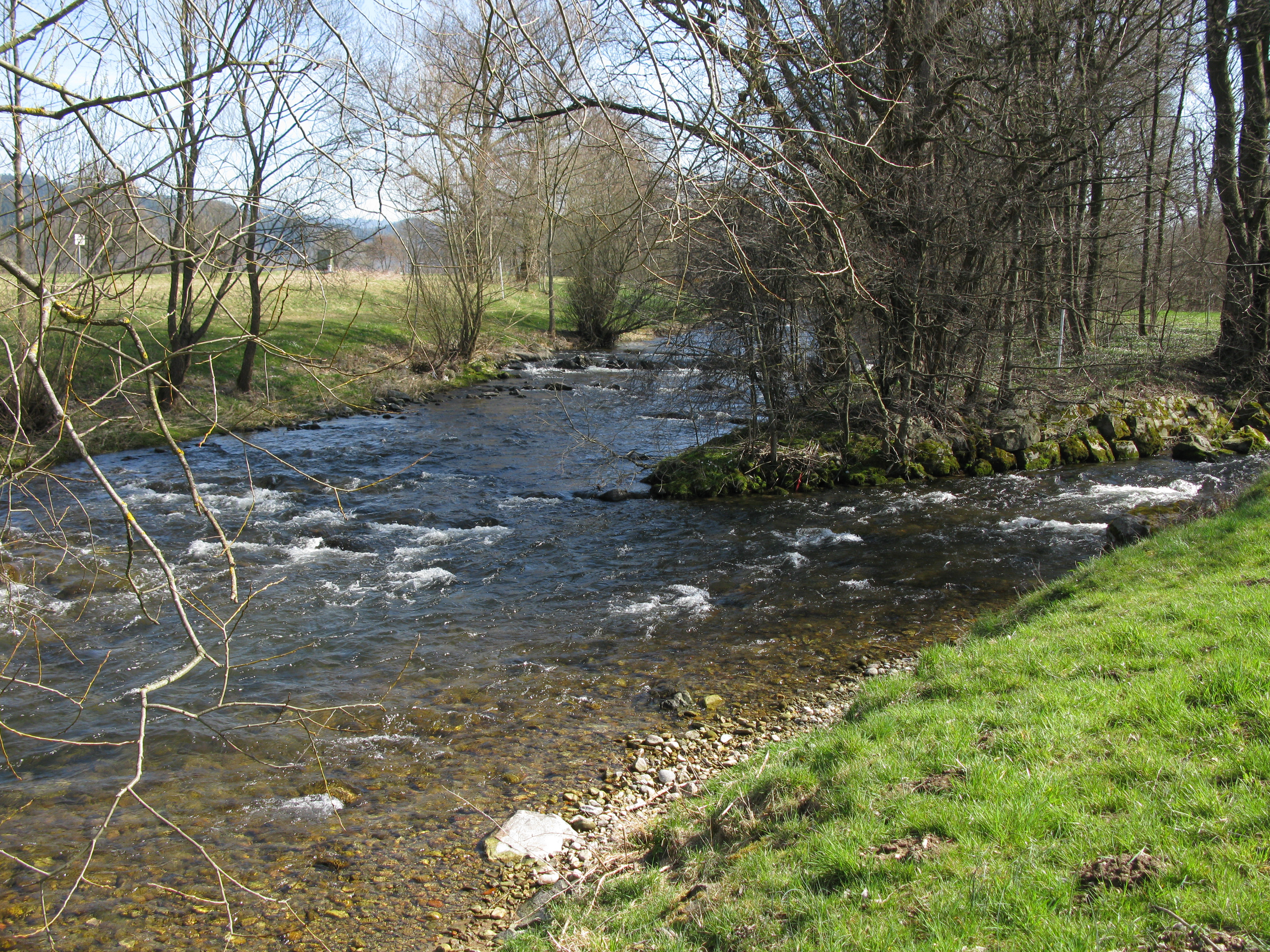
Mündung der Brugga (rechts) in die Dreisam

Unterhalb von Oberried mündet von rechts das Zastlertal, der Zastlerbach fließt jedoch seit Jahrhunderten nicht mehr in die Brugga, sondern anfangs in künstlichem Bett als Osterbach entlang der östlichen Talseite und insgesamt über mehr als 6 Kilometer als naher rechter Begleiter der Brugga zur Dreisam. Die ab dem einstigen Klosterort Oberried etwa 500 Meter breite Talsohle, das Schlempenfeld, geht bei Kirchzarten in die Ebene des Zartener Beckens über. Ab hier läuft die Brugga in merklichen Windungen. Kurz vor der Mündung in die Dreisam an der Stadtgrenze Freiburgs nimmt die Brugga von links ihren größten Nebenfluss auf, den Reichenbach, der vom Schauinsland herab durchs Kapplertal naht. 
Sie mündet schließlich auf einer Höhe von etwa 326 m ü. NHN am Golfplatz von Kirchzarten von links und Südosten in die aus dem Ostsüdosten heranziehende Dreisam.
Mit einer Wasserführung von rund 2 m³/s ist die Brugga das zweitgrößte Fließgewässer des Zartener Beckens.

### Einzugsgebiet
Das naturräumlich zum Südschwarzwald gehörende Einzugsgebiet ist etwa 62 km² groß. Der höchste Punkt des Einzugsgebiets liegt auf dem Gipfel des Feldbergs (1494 m ü. NHN).
Reihum grenzen die Einzugsgebiete der folgenden Nachbargewässer an:
- Im Osten fließt der Krummbach mit seinem Mittellauf Osterbach und seinem Oberlauf Zastlerbach unmittelbar oberhalb ebenfalls in die Dreisam;
- im Süden liegt das Einzugsgebiet der Wiese, der von der Wasserscheide her nacheinander ihre teils indirekten Zuflüsse Gustbach, Mistbach, Rotenbach, Rote Wiese, Stübenbächle, Holzschlagbach und Schönenbach zustreben;
- im Südwesten entwässert der Neumagen oberhalb der Dreisam über die Möhlin in den Rhein;
- im Westen grenzt das Einzugsgebiet des erst im Freiburger Bebauungsbereich so genannten Mühlbachs an, der zuvor längstenteils Bohrerbach heißt und von der Wasserscheide her einige rechte Nebenläufe aufnimmt, darunter den Sailenbach, den Langenbach und zuletzt den Maienbach;
- im Nordwesten konkurriert der Hinterwaldtobel, ein nur kurzer Zufluss der Dreisam abwärts der Brugga auf Höhe des Dreisamstadions.

### Zuflüsse
Liste der Zuflüsse und der Zuflüsse beider Oberläufe, jeweils von der Quelle zur Mündung. Gewässerlänge und Einzugsgebiet nach den entsprechenden Layern auf der Onlinekarte der LUBW. Andere Quellen für die Angaben sind vermerkt.
Auswahl.
- St. Wilhelmer Talbach, rechter Oberlauf aus dem Südosten, 7,0 km und 15,3 km²[LUBW 2]
  - (Bach vom Stübenwasen), von links und Südwesten, 0,7 km
  - (Bach von der St. Wilhelmer Hütte), von rechts und Südosten, 1,2 km
  - (Bach aus dem Kammertobel), von rechts und Südosten, 1,1 km
  - Hüttenwasenbächle, von rechts und Osten in der ersten Tallichtung, 1,1 km
  - Schwarzenbach, von rechts und Nordosten am Ende der ersten Tallichtung, 0,9 km
  - Wittenbach, von links und Süden am Kühmatteshof, 2,1 km und 2,0 km²
  - Erlenbächle, von rechts und Nordosten nahe dem Albrechterhof, 1,8 km und 1,4 km²
  - Katzensteiger Bach, von links und Südwesten am Schneeschneidershof, 1,7 km und 1,6 km²
  - (Bach aus dem Gewann Katzensteig), von links und Südwesten in Sr. Wilhelm, 1,1 km
  - (Bach aus dem Gewann Holzbruck), von links und Südwesten gleich nach St. Wilhelm, 0,9 km
  - Fuchsbach, von rechts und Nordosten, 1,4 km und 0,8 km²
- Buselbach, linker Oberlauf aus dem Süden, 4,4 km mit dem Oberlauf Schwarzenbach und 12,3 km²
  - (Bach vom Waldrand südlich von Halde), linker Oberlauf aus dem Westen, 2,5 km
  - Schwarzenbach, rechter Oberlauf aus dem Südosten, 1,9 km
  - Grummenbach, von rechts und Südosten bei Schmelzplatz, 2,1 km
  - Haldenbächle, von links und Westen, 2,0 km
  - Steinwasenbach, von links und Westen am Steinwasenpark, 2,6 km
- (Bach vom Westhang der Gfällmatte), von rechts und Osten kurz vor dem nächsten, 0,9 km
- Tiefenbach, von links und Westen kurz vor dem Hinteren Schneeberghof, 1,8 km
- Langau, von links und Westen im Wald nach dem Schneeberghof, 1,7 km
- Schanzbach, von links und Westen nach Hintertal, 2,0 km
- (Bach vom Nordwesthang der Gfällmatte) , von rechts und Südosten wenig nach dem vorigen, 2,6 km und 1,2 km²
- Wittelsbach, von links und Westen in Oberried, 2,4 km und 1,8 km²
- Vörlinsbach, von rechts und Süden nahe dem Kloster in Oberried, 2,1 km
- Geroldsbach, von links und Südwesten nahe Geroldstal, 2,2 km
- → (Abgang des Mühlbachs), nach rechts, 1,1 km. Mündet von links in den dort Zastlerbach genannten Krummbach
- (Bach aus dem Gewann Jungbauernhof), von links und Südwesten nahe dem Jungbauernhof, 0,9 km
- Dietenbächle, von links und Südwesten an der Kernenmühle, 2,1 km
- Krebsgraben, von links und Süden bei Erzwäscherei, 3,0 km
- Reichenbach, von links, 8,2 km und 13,5 km²[LUBW 2]

## Abflussregime
Im Einzugsgebiet der Brugga fallen rund zwei Drittel der Niederschläge als Schnee. Der stärkste Abfluss tritt deshalb während der Schneeschmelze im April auf. Im August und September, also am Ende der sommerlichen Phase hoher Verdunstung, werden dagegen die geringsten Abflüsse gemessen. Wegen der Steilheit des Reliefs fließt viel Wasser ab, bevor es verdunsten kann. Vor allem aber wegen der hohen Niederschläge ist der Gebietsabfluss mit über 38 l/s·km² sehr hoch. Trotz der großen Hangneigungen und der dichten kristallinen Gesteine (Granite und Anatexite) erreicht das Verhältnis von mittlerem Hoch- und Niedrigwasser nur etwa 45 und damit einen Wert, der von einigen Bächen der Umgebung deutlich übertroffen wird. Eine verstetigende Wirkung auf den Abfluss wird den umfangreichen, Wasser speichernden Stollensystemen zugeschrieben, die der Erzbergbau in der Umgebung des Schauinsland hinterlassen hat.

## Kulturlandschaftliche Aspekte

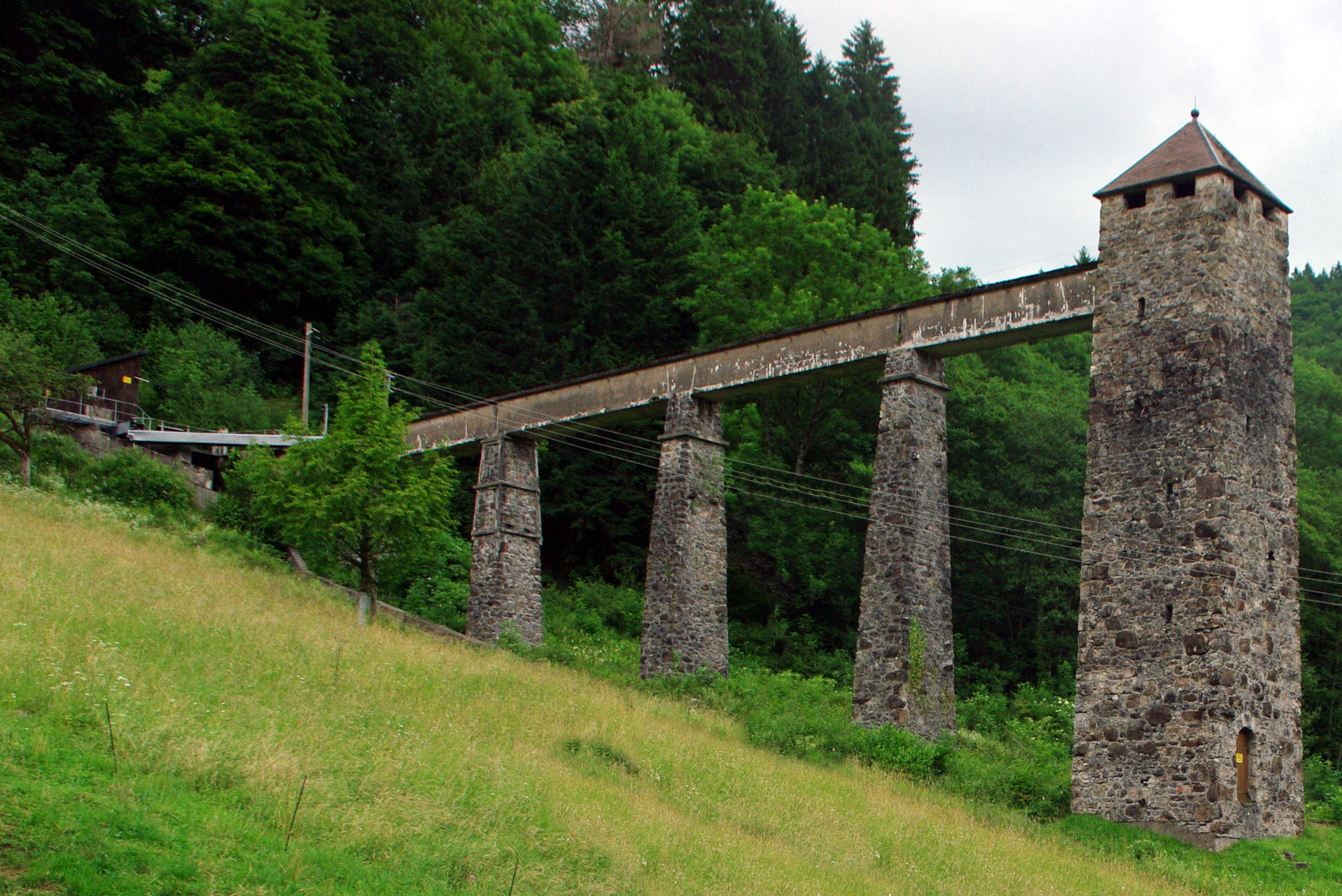
Wasserkraftwerk an der Brugga

Das Bruggatal hat eine wenig verkehrsgünstige Topographie. Erst 1848 wurde die Notschreistraße zwischen dem Dreisamtal und dem Wiesental fertiggestellt. Die Klostergründungen Oberried und St. Wilhelm förderten die wirtschaftliche Erschließung des Tales, in dem über Jahrhunderte der Erzbergbau umging. Das spiegelt sich in Bergnamen wie Tote Mann nordöstlich des St. Wilhelmer Tales und Erzkasten, wie der Schauinsland lange Zeit hieß. An der unteren Brugga befand sich eine Erzwäscherei. Der Barbarastollen nahe der Brugga dient heute als Zentraler Bergungsort der Bundesrepublik Deutschland. Die Brugga wird mit fünf Wasserkraftwerken zur Energiegewinnung genutzt. Intensive touristische Nutzung beschränkt sich auf den Freizeitpark Steinwasen; ansonsten wird das Tal vorwiegend zur stillen Erholung aufgesucht. Die Brugga ist bei hohem Wasserstand Ziel von Wildwasserpaddlern.

## Forschungsobjekt
Die Brugga dient den Hydrologischen Professuren (Hydrologie und Umwelthydrosysteme) der Albert-Ludwigs-Universität Freiburg seit vielen Jahren der hydrologischen Prozessforschung sowie der Datenerhebung mittels eines umfangreichen Messnetzes.

## Krebspest
Im Frühjahr 2019 war in den Seitengewässern der Brugga im Dreisamtal die Krebspest ausgebrochen, worauf das Regierungspräsidium im Sommer ein Betretungsverbot für alle Gewässer, Zuläufe und Gräben in diesem Bereich erlassen hatte. Dennoch drang sie bis in den Oberlauf vor und gefährdete dadurch den vom Aussterben bedrohten Dohlenkrebs. In den folgenden Jahren wurden zwei Krebssperren in den Bachlauf eingebaut, die verhindern sollen, dass infizierte Krebse bachaufwärts wandern. Zudem wurden Verbindungsgewässer trockengelegt. Dank des Erfolges bei der Bekämpfung sind seit 2022 nur noch wenige Bereiche von dem Betretungsverbot betroffen.

### LUBW
Amtliche Online-Gewässerkarte mit passendem Ausschnitt und den hier benutzten Layern: Lauf und Einzugsgebiet der Brugga

Allgemeiner Einstieg ohne Voreinstellungen und Layer: Daten- und Kartendienst der Landesanstalt für Umwelt Baden-Württemberg (LUBW) (Hinweise)
1. 1 2 3  Länge nach dem Layer Gewässernetz (AWGN).
2. 1 2 3  Einzugsgebiet aufsummiert aus den Teileinzugsgebieten nach dem Layer Basiseinzugsgebiet (AWGN).
3. ↑  Einzugsgebiet nach dem Layer Basiseinzugsgebiet (AWGN).

### Andere Belege
1. ↑  Günther Reichelt: Geographische Landesaufnahme: Die naturräumlichen Einheiten auf Blatt 185 Freiburg i. Br. Bundesanstalt für Landeskunde, Bad Godesberg 1964. → Online-Karte (PDF; 3,7 MB)
2. 1 2  Digitale Topographische Karte
3. 1 2  Jens Didszun: Experimentelle Untersuchungen zur Skalenabhängigkeit der Abflussbildung (PDF; 4,1 MB). Freiburger Schriften zur Hydrologie 19, 2004, S. 1–221
4. ↑  Abfluss des Pegels Oberried (mit Mq: 38,4 l/s.km²), vermehrt um den Abfluss des Resteinzugsgebietes, für das der Gebietsabfluss des topographisch vergleichbaren Pegels Wiesneck am Wagensteigbach (Mq: 23,5 l/s.km²) angesetzt ist (abgerundet)
5. ↑  Albrecht Greule: Deutsches Gewässernamenbuch. Walter de Gruyter, Berlin / Boston 2014, ISBN 978-3-11-057891-1, S. 76, „Brugga“ (Auszug in der Google-Buchsuche).
6. ↑  Pegel St. Wilhelm wenig oberhalb des Zusammenflusses
7. ↑  Informationsseite der Hydrologischen Professuren zur Brugga auf der Website der Universität Freiburg.
8. ↑  Manfred Frietsch: Brugga und Seitenbäche wegen Krebspest gesperrt. Badische Zeitung, 28. Juni 2019, abgerufen am 31. Dezember 2021.
9. ↑  Nikola Vogt: Die neue Krebssperre in der Brugga soll die Krebspest weiter eindämmen. Badische Zeitung, 6. Oktober 2021, abgerufen am 31. Dezember 2021.
10. ↑  dpa: Erfolge beim Kampf gegen die Tierseuche Krebspest. Badische Zeitung, 30. Dezember 2021, archiviert vom Original (nicht mehr online verfügbar) am 31. Dezember 2021; abgerufen am 31. Dezember 2021.  Info: Der Archivlink wurde automatisch eingesetzt und noch nicht geprüft. Bitte prüfe Original- und Archivlink gemäß Anleitung und entferne dann diesen Hinweis.